# Papuna Mukhrani-batoni
Papuna fou el desè príncep de Mukhran (Mukhrani-batoni) del 1691 al 1710. Era fill de Constantí I Mukhrani-batoni i va succeir al seu germà Asoci Mukhrani-batoni. Estava casat amb una neta de Zaal Sidamoni, eristhavi de l'Aragvi. Va ser deposat el 1710 pel seu nebot Constantí II Mukhrani-batoni, fill d'Asoci. Va morir el 1714.